# Galabija

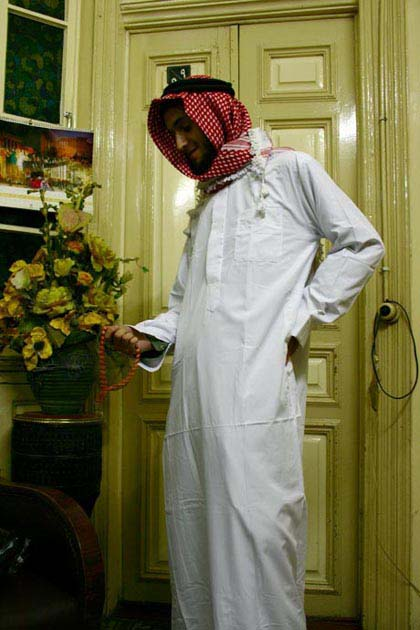
Mężczyzna w galabii

Galabija, dżalabija (z arab. dżallabijja) – tradycyjna szata mężczyzn arabskich.
Szerokie, luźne okrycie noszone przez arabskich mężczyzn. Przypomina nieco europejską koszulę nocną.
Zwykle biała, odbijająca promienie słoneczne, lecz zdarzają się też bogato zdobione różnego rodzaju cekinami.